# Église Sainte-Foi-de-la-Brousse de Chaniat
L'église Sainte-Foi-de-la-Brousse est un édifice situé à Chaniat, en France.

## Localisation
L'église est située sur le territoire de la commune de Chaniat, au lieu-dit La Brousse, dans le département de la Haute-Loire, en région Auvergne-Rhône-Alpes.

## Description
L'église et le prieuré existaient en 1225, et dépendaient de l'ordre de Saint-Antoine-le-Viennois. Le sanctuaire, qui n'existait pas avant le XIe siècle, remonte probablement au XIIe siècle. Détruit par les Anglais, il fut reconstruit au XVe siècle. En 1791, l'église est mise en vente comme bien national. La commune de Brousse est supprimée en 1845. Après 1888, la porte romane, des fenêtres et des corbeaux sculptés furent achetés par un antiquaire. L'église se compose d'une nef à deux travées voûtées en berceau et d'une abside polygonale à trois pans intérieurs formant un chevet circulaire à l'extérieur. Le chœur est surélevé par rapport à la nef. Chaque travée de la nef est délimitée par un arc doubleau aux angles délardés. Le chœur est voûté d'ogives dont les nervures délimitent des quartiers rayonnants.

## Historique
L'église est inscrite au titre des monuments historiques par arrêté du 27 octobre 1986.